# Montrealprotocol
Het Montrealprotocol, voluit het Montreal Protocol on Substances that Deplete the Ozone Layer, is een internationaal verdrag dat opgesteld is om de ozonlaag te beschermen. Deze bescherming komt tot stand door de productie van een aantal stoffen waarvan men aanneemt dat ze de ozonlaag aantasten, uit te faseren. Dit verdrag geldt als een van de meest succesvolle internationale milieuverdragen.
Het verdrag werd ondertekend op 16 september 1987 en werd op 1 januari 1989 van kracht. Sindsdien heeft het protocol zes herzieningen ondergaan, namelijk in 1990, 1992, 1995, 1997, 1999 en 2005.
De inhoud van het verdrag is gegroepeerd rond een aantal gehalogeneerde koolwaterstoffen, zoals halonen en cfk's. Voor elke groep geeft het verdrag een tijdsperiode aan waarbinnen de productie van deze stoffen moet zijn beëindigd. Zo is vanaf 1 januari 2004 het bezit van brandblussers met halonen in de EU verboden.
In 2016 hadden 197 partijen het protocol geratificeerd: de Europese Unie, alle 193 leden van de Verenigde Naties, Vaticaanstad, Cookeilanden en Niue.

## Kigali-akkoord
Op 15 oktober 2016 ondertekenden vertegenwoordigers van meer dan 170 landen op de top van het VN-Milieuprogramma in Kigali, Rwanda, een bindend akkoord over de geleidelijke stopzetting van het gebruik van fluorkoolwaterstoffen (HFK's), in onder meer koelinstallaties zoals airconditioning. Dit akkoord, ook wel het Amendement van Kigali genoemd, is een wijziging van het Montrealprotocol. Landen die tot het akkoord zijn toegetreden, worden ingedeeld in drie groepen, naargelang het tijdschema waarbinnen HFK's uitgebannen worden. De “traagste” groep, met onder meer India en het Midden-Oosten, begint pas over ruim tien jaar met het plafonneren van de productie. Opvallend is dat de meeste Afrikaanse landen kozen voor een snellere toepassing. VS-buitenlandminister John Kerry noemde het akkoord “een monumentale stap voorwaarts”, maar critici wijzen erop dat de toepassing nog tientallen jaren op zich laat wachten.